# Twickenham Stoop
 (avril 2025).
The Stoop est une enceinte sportive anglaise destinée au rugby à XV et rugby à XIII. Localisée à Twickenham, à Londres, c'est une arène de 14 816 places utilisée par les Harlequins et les Harlequins Rugby League. En juillet 2005, le nom du stade officiellement transformé de Stoop Memorial Ground en Twickenham Stoop Stadium, mais d'usage courant, c'est The Stoop.
The Stoop a, entre autres, accueilli la finale du challenge européen de rugby à XV (2006, 2007, 2009, 2012 et 2015) ainsi que les demi-finales et finales de la Coupe du monde féminine de rugby à XV 2010. 
Elle ne doit pas être confondue avec le stade de rugby de Twickenham, qui est situé au nord.